# 斯內林 (加利福尼亞州)
斯內林（英語：Snelling）是位於美國加利福尼亞州默塞德縣的一個人口普查指定地區。

## 地理
斯內林的座標為37°31′09″N 120°26′15″W / 37.51917°N 120.43750°W，而該地最高點為海拔高度78米（即256英尺）。

## 人口
根據2010年美國人口普查的數據，斯內林的面積為1.400平方千米，均為陸地。當地共有人口231人，而人口密度為每平方千米165人。